# Wellington Regional Stadium
Das Wellington Regional Stadium (durch Sponsoringvertrag offiziell Sky Stadium) ist ein Rugby- und Fußballstadion in der neuseeländischen Hauptstadt Wellington. Obwohl die Bewohner Wellingtons es mit seinem eigentlichen Namen bezeichnen oder einfach vom „Stadium“ reden, wird die Arena wegen ihrer charakteristischen Architektur von vielen Einwohnern des Landes umgangssprachlich „Cake Tin“ (deutsch Kuchenform) genannt. Die Veranstaltungsstätte bietet Platz für 36.000 Zuschauer, die Kapazität kann aber temporär bis auf maximal 40.000 Plätze erhöht werden.

## Geschichte
Der Grundstein für das am Hafen der Stadt gelegene Wellington Regional Stadium wurde im März 1998 gelegt. Die Eröffnungszeremonie fand schließlich am 3. Januar 2000 statt. Erbaut wurde das Stadion von der Firma Fletcher Construction. Mit der Einweihung des Bauwerks etwa einen Kilometer nördlich des Stadtzentrums auf dem Gelände eines ehemaligen Rangierbahnhofs in direkter Nähe zum Hauptbahnhof Wellington wurde das damals wichtigste Stadion der Stadt, der Athletic Park, der zuvor über Jahre hinweg dem Verfall preisgegeben war, ersetzt. Letzterer Veranstaltungsort wurde direkt im Anschluss abgerissen und zur Wohnbebauung freigegeben. Obwohl die neue Arena zu den modernsten des Landes gehört und sich in der Hauptstadt befindet, besitzt es nicht den Status eines „Nationalstadions“.
Die Sportarena wird hauptsächlich für Rugby-Union-Spiele und – wegen seines ovalen Spielfelds auch mögliche − Cricket-Partien genutzt. Die beiden Rugby-Union-Teams, denen die Sportstätte als Heimarena dient, sind die Hurricanes, die in der multinationalen Super-Rugby-Liga antreten, sowie die am Air New Zealand Cup teilnehmende Provinzmannschaft Wellingtons, die Wellington Rugby Football Union. Die Wellington Firebirds spielen im nationalen neuseeländischen Cricket, und die neuseeländische Nationalmannschaft bestreitet häufiger internationale Begegnungen im ODI- und Twenty20-Cricket, während Tests in der Stadt weiterhin im Basin Reserve abgehalten werden. Weitere Sportarten, die im Sky Stadium ausgetragen werden, sind Australian Rules Football, Rugby League sowie Fußball, was seit 2007 an Popularität gewann, als Wellington Phoenix gegründet wurde, um die New Zealand Knights in der australischen Profi-Fußball-Liga A-League zu ersetzen. Das Stadion war auch einer der Austragungsorte der Rugby-Union-Weltmeisterschaft 2011 und des Cricket World Cup 2015.
Zusätzlich zu obigen sportlichen Begegnungen dient die Anlage als Ort für vielfältige Veranstaltungen und Konzerte. Im Jahr 2000 zum Beispiel wurde das Edinburgh Military Tattoo, die größte Musikveranstaltung Schottlands, im neu eröffneten Stadion ausgetragen – das erste Mal außerhalb Schottlands. Weitere Veranstaltungen waren zum Beispiel der Auftritt der Rolling Stones auf ihrer „A Bigger Bang Tour“ sowie eine Show von World Wrestling Entertainment.
Im Sommer 2019 wurde der neuseeländische Fernsehsender Sky Television neuer Namenssponsor des Stadions. Nach rund 20 Jahren als WestpacTrust Stadium und Westpac Stadium trägt es den Namen Sky Stadium. Der Vertrag hat eine Laufzeit von sechs Jahren.
Das Wellington Regional Stadium wurde als eines von zehn Stadien für die Fußball-Weltmeisterschaft der Frauen 2023 ausgewählt.

## Galerie

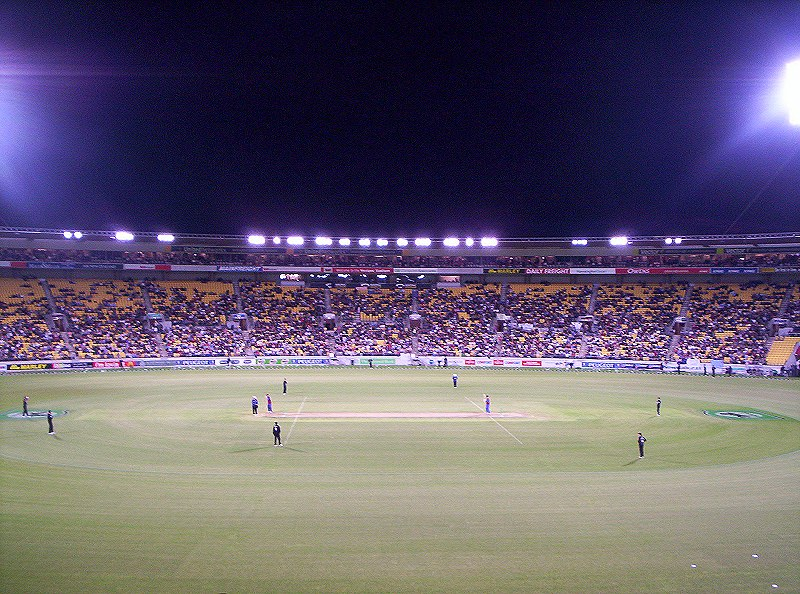
Cricketspiel im Westpac Stadium (2006)
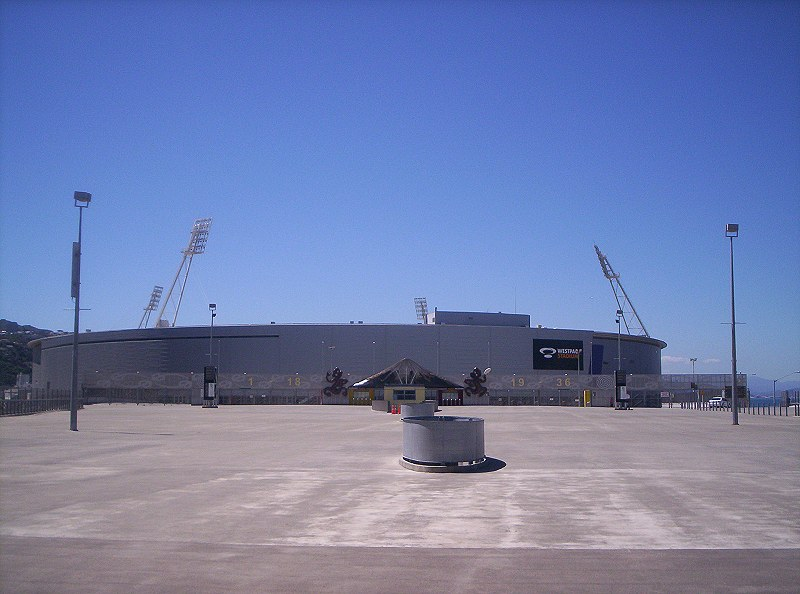
Außenansicht (2006)